# Шевелєв Андрій Дмитрович
Андрій Дмитрович Шевелєв (народився 21 липня 1979 у м. Мінську, Білорусь) — білоруський хокеїст, нападник. Майстер спорту. 
Вихованець ДЮСШ «Юність» (Мінськ). Виступав за «Юність» (Мінськ), ХК «Мінськ», ХК «Гомель», ХК «Нітра», «Керамін» (Мінськ), «Німан» (Гродно), «Металург» (Жлобин), «Шинник» (Бобруйськ).
У складі національної збірної Білорусі провів 4 матчі (1 гол). У складі молодіжної збірної Білорусі учасник чемпіонатів світу 1997 (група C) і 1999, чемпіонату Європи 1997 (група B). 
Чемпіон Білорусі (2003, 2008), срібний призер (1999, 2000), бронзовий призер (2004); срібний призер чемпіонату СЄХЛ (2003, 2004); володар Кубка Білорусі (2003, 2004). 